# Mediocalcar
Mediocalcar é um género botânico pertencente à família das orquídeas (Orchidaceæ).

## Etimologia
O nome deste gênero deriva de dois vocábulos latinos: medius, que significa “meio, metade” e : carcar, que significa “espora” ou “aguilhão”; numa referência à uma estrutura existente no meio de seu labelo.

## Espécies deMediocalcar
1. Mediocalcar agathodaemonis J.J.Sm. (1910)
2. Mediocalcar arfakense J.J.Sm. (1913)
3. Mediocalcar bifolium J.J.Sm. (1910)
4. Mediocalcar brachygenium Schltr. (1919)
5. Mediocalcar bulbophylloides J.J.Sm. (1913)
6. Mediocalcar congestum Schuit. (1997)
7. Mediocalcar crenulatum J.J.Sm. (1929)
8. Mediocalcar decoratum Schuit. (1989)
9. Mediocalcar geniculatum J.J.Sm. (1912)
10. Mediocalcar papuanum R.S.Rogers (1930)
11. Mediocalcar paradoxum (Kraenzl.) Schltr. (1910)
12. Mediocalcar pygmaeum Schltr. (1911)
13. Mediocalcar stevenscoodei P.Royen (1979)
14. Mediocalcar subteres Schuit. (1989)
15. Mediocalcar umboiense Schuit. (1997)
16. Mediocalcar uniflorum Schltr. (1911)
17. Mediocalcar versteegii J.J.Sm. (1908)